# VM i skak 1937
VM i skak 1937 var en revanchematch mellem den regerende mester, Max Euwe fra Holland, og manden, han havde erobret titlen fra, Alexander Aljechin fra Frankrig. Matchen blev afviklet under samme betingelser som den første match: Bedst af 30 partier afviklet i forskellige hollandske byer. Aljechin vandt matchen 15½ – 9½ og tilbageerobrede mesterskabet. Pga. 2. verdenskrigs udbrud i 1939 kom han ikke til at sætte titlen på spil igen før sin død i 1946. Matchen var det sidste mesterskab, som blev afviklet inden verdensskakforbundet FIDE tog over og fik fastsat en procedure til udvælgelse af udfordreren til verdensmesteren.

## Matchregler
Der blev spillet til bedst af 30 partier med krav om seks vundne partier. Euwe ville beholde titlen ved 15 – 15.

## Styrkeforholdet inden matchen
Siden den første match var styrkeforholdet tippet noget. Aljechin havde bl.a. pga. nederlaget mistet sin aura af urørlighed, mens Euwe havde vist som en stærk spiller. Han var bl.a. endt på en delt tredjeplads i den store turnering i Nottingham 1936 ½ point efter vinderne, eksverdensmester José Raúl Capablanca, Cuba og den nye stjerne Mikhail Botvinnik, Sovjetunionen, men foran Aljechin. Euwe havde også vundet en dobbeltrundet firepersoners turnering i tre tyske byer i 1937 med Aljechin, Efim Bogoljubov og Friedrich Sämisch som de øvrige deltagere.
Ved skakolympiaden i Stockholm 1937 spillede Euwe førstebræt for Holland og skuffede noget i betragtning af at han var regerende verdensmester. Godt nok startede han med at vinde sine første seks partier mod stærke modstandere som bl.a. Vladimirs Petrovs fra Letland, Paul Keres fra Estland og Gideon Ståhlberg fra Sverige. Men så løb han tør og tabte to og spillede fem remis i de næste syv partier, før han sluttede af med en gevinst mod det danske førstebræt, Jens Enevoldsen.
I mellemtiden viste Aljechin svingende form med sejr i nytårsturneringen i Hastings 1936/1937, men kun sekundære placeringer i Margate 1937 og Kemeri 1937, hvor yngre kræfter pressede sig foran.
Euwe mente selv, at han var blevet stærkere siden han blev verdensmester, og at han kunne genvinde mesterskabet. Hans score imod Aljechin imellem de to matcher var også positiv: 3 – 1.

## Matchresultat
| VM matchen Euwe - Aljechin, 1937 | VM matchen Euwe - Aljechin, 1937 | VM matchen Euwe - Aljechin, 1937 | VM matchen Euwe - Aljechin, 1937 | VM matchen Euwe - Aljechin, 1937 | VM matchen Euwe - Aljechin, 1937 | VM matchen Euwe - Aljechin, 1937 | VM matchen Euwe - Aljechin, 1937 | VM matchen Euwe - Aljechin, 1937 | VM matchen Euwe - Aljechin, 1937 | VM matchen Euwe - Aljechin, 1937 | VM matchen Euwe - Aljechin, 1937 | VM matchen Euwe - Aljechin, 1937 | VM matchen Euwe - Aljechin, 1937 | VM matchen Euwe - Aljechin, 1937 |
| Parti                            | Dato (1937)                      | Hvid                             | Sort                             | Resultat                         | I alt Euwe                       | I alt Aljechin                   | -                                | Parti                            | Dato (1937)                      | Hvid                             | Sort                             | Resultat                         | I alt Euwe                       | I alt Aljechin                   |
| -------------------------------- | -------------------------------- | -------------------------------- | -------------------------------- | -------------------------------- | -------------------------------- | -------------------------------- | -------------------------------- | -------------------------------- | -------------------------------- | -------------------------------- | -------------------------------- | -------------------------------- | -------------------------------- | -------------------------------- |
| 1                                | 5. oktober                       | Euwe                             | Aljechin                         | 1 – 0                            | 1                                | 1                                | -                                | 14                               | 6. november                      | Aljechin                         | Euwe                             | 1 – 0                            | 5½                               | 8½                               |
| 2                                | 7. oktober                       | Aljechin                         | Euwe                             | 1 - 0                            | 1                                | 1                                | -                                | 15                               | 9. november                      | Euwe                             | Aljechin                         | ½ – ½                            | 6                                | 9                                |
| 3                                | 10. oktober                      | Euwe                             | Aljechin                         | ½ – ½                            | 1½                               | 1½                               | -                                | 16                               | 11. november                     | Aljechin                         | Euwe                             | ½ – ½                            | 6½                               | 9½                               |
| 4                                | 12. oktober                      | Aljechin                         | Euwe                             | ½ – ½                            | 2                                | 2                                | -                                | 17                               | 14. november                     | Euwe                             | Aljechin                         | 1 – 0                            | 7½                               | 9½                               |
| 5                                | 14. oktober                      | Euwe                             | Aljechin                         | 1 – 0                            | 3                                | 2                                | -                                | 18                               | 18. november                     | Aljechin                         | Euwe                             | ½ – ½                            | 8                                | 10                               |
| 6                                | 16. oktober                      | Aljechin                         | Euwe                             | 1 – 0                            | 3                                | 3                                | -                                | 19                               | 20. november                     | Euwe                             | Aljechin                         | ½ – ½                            | 8½                               | 10½                              |
| 7                                | 19. oktober                      | Euwe                             | Aljechin                         | 0 – 1                            | 3                                | 4                                | -                                | 20                               | 23. november                     | Aljechin                         | Euwe                             | ½ – ½                            | 9                                | 11                               |
| 8                                | 21. oktober                      | Aljechin                         | Euwe                             | 1 – 0                            | 3                                | 5                                | -                                | 21                               | 25. november                     | Euwe                             | Aljechin                         | 0 – 1                            | 9                                | 12                               |
| 9                                | 24. oktober                      | Euwe                             | Aljechin                         | ½ – ½                            | 3½                               | 5½                               | -                                | 22                               | 27. november                     | Aljechin                         | Euwe                             | 1 – 0                            | 9                                | 13                               |
| 10                               | 26. oktober                      | Aljechin                         | Euwe                             | 1 – 0                            | 3½                               | 6½                               | -                                | 23                               | 30. november                     | Euwe                             | Aljechin                         | ½ – ½                            | 9½                               | 13½                              |
| 11                               | 30. oktober                      | Euwe                             | Aljechin                         | ½ – ½                            | 4                                | 7                                | -                                | 24                               | 2. december                      | Aljechin                         | Euwe                             | 1 – 0                            | 9½                               | 14½                              |
| 12                               | 1. november                      | Aljechin                         | Euwe                             | ½ – ½                            | 4½                               | 7½                               | -                                | 25                               | 4. december                      | Euwe                             | Aljechin                         | 0 – 1                            | 9½                               | 15½                              |
| 13                               | 3. november                      | Euwe                             | Aljechin                         | 1 – 0                            | 5½                               | 7½                               | -                                |                                  |                                  |                                  |                                  |                                  |                                  |                                  |

## VM-matcherne som aldrig kom
Efter Aljechin generobrede skaktronen, føg det med rygter om matcher, som aldrig blev til noget. Hvor Euwe havde lovet, at møde vinderen af AVRO turneringen 1938, hvis han beholdt titlen, var Aljechin mere reserveret.
Salo Flohr fra Tjekkoslovakiet var den, der ifølge FIDE stod for tur, men inden han fik rejst pengene var han blevet sidst i AVRO turneringen og dermed ikke længere seriøs kandidat. Aljechin var tilsyneladende mere interesseret i at møde Botvinnik end Keres, som ellers var den der havde vundet AVRO turneringen og alt var stadig oppe i luften, da 2. verdenskrig brød, mens der blev afholdt skakolympiade i Buenos Aires i Argentina i september 1939.
Mens Aljechin og mange andre europæiske skakspillere var strandet i Sydamerika forsøgte Capablanca at få sin længe ventede returmatch. Det lykkedes for ham at rejse de krævede 10.000 dollars (svarende til London reglerne, som Aljechin havde slået på over for Capablanca og som man havde anvendt i deres første match) Man nåede så langt som til en formel aftale om en match i april 1940, men da Aljechin tog til Europa i starten af 1940, blev det alligevel ikke til mere.
Aljechin tog over Portugal til Frankrig, hvor han lod sig hverve til hæren som oversætter. Men da Frankrig blev løbet over ende, rejste Aljechin til Lissabon og forsøgte at få et amerikansk visum, hvilket ikke lykkedes.
I stedet samarbejdede han med nazisterne for at beskytte sin kone, Grace Wishard, som var en amerikansk jøde, og hendes besiddelser. Han deltog i flere turneringer i Tyskland og de erobrede lande og skrev seks pamfletter, hvor han angreb "jødisk skak".
Imellem 1942 og 1944, hvor Estland var under tysk besættelse, foreslog han flere gange estiske Paul Keres en match, men denne afslog, da han ikke ville spille under de gældende omstændigheder.
Da krigen sluttede i 1945 var Aljechin stadig interesseret i at få en match i stand. Den mest oplagte udfordrer så han igen i Botvinnik, men der skulle gå så lang tid, før skakverdenen fandt sine ben igen, at han aldrig nåede at spille turneringer eller matcher i tiden mellem turneringen i Salzburg i 1943 og sin død i marts 1946. Han var oprindeligt inviteret til en turnering i London i starten af 1946, men pga. hans samarbejde med tyskerne og de antijødiske artikler var invitationen blevet tilbagekaldt.
Derefter stod skakverdenen uden mester frem til 1948, hvor der blev afholdt en matchturnering mellem fem af verdens bedste spillere og Mikhail Botvinnik kunne overtage tronen.